# Гемлебен
Гемлебен (нім. Hemleben) — громада в Німеччині, розташована в землі Тюрингія. Входить до складу району Киффгойзер. Складова частина об'єднання громад Ан-дер-Шмюкке.
Площа — 7,34 км2. Населення становить Невірний параметр metadata 16 065 034 ос. (станом на 31 грудня 2021).